# Milan Chladil
Milan Chladil (ur. 8 lutego 1931 w Brnie, zm. 28 czerwca 1984 w Pradze) – czeski piosenkarz.

## Życiorys
Urodził się w 1931 r. w Brnie. W wieku osiemnastu lat zaczął występować w orkiestrze Erika Knirscha. Ostatecznie wstąpił do konserwatorium w Brnie, całkowicie poświęcając się śpiewowi, aż w końcu przeniósł się do Pragi (1954–1957). Po ukończeniu studiów pobierał prywatne lekcje śpiewu u Konstantina Karenina.
Związał się jako solista z orkiestrą Karla Vlacha. Tworzył duet z Yvettą Simonovą. Podjął też współpracę ze Zdeňkiem Bartákiem, a przez krótki okres występował w zespole jazzowym Kamila Hály.
Jego dorobek obejmuje setki utworów muzycznych. W 1964 r. znalazł się na drugim miejscu w plebiscycie Zlatý slavík.